# Mihály István (újságíró)
Mihály István (Bánffyhunyad, 1963. október 21. –) erdélyi magyar rádiós és lapszerkesztő, műsorvezető, esszéíró, médiakritikus.

## Életútja
Szülei: Mihály István, Valki Erzsébet. 1982-ben érettségizett Bánffyhunyadon. 1983–1988 közt a Babeș–Bolyai Tudományegyetem magyar–angol szakos hallgatója, 1988-ban szerzett diplomát. 
1988–1990 között tanár, 1990 márciusától 1993 novemberéig a Bukarestben megjelenő Fiatal Fórum (1993-tól Ifi Fórum, csíkszeredai székhellyel) hetilap szerkesztője, majd rovatvezetője, 1990–1996 között másodállásban a Kalotaszeg kulturális folyóirat főszerkesztő-helyettese, illetve felelős szerkesztője, 1993 novemberétől főállásban a regionális, közszolgálati Kolozsvári Rádió szerkesztője és műsorvezetője, az évek során többek közöttt a Hangoló, az Örökmozgó, a Sokfülközt, a Körhinta, a Sajtóklub, a Rockmalom, a Zenetár farmerben, a Zeneterefere és a Retrómánia című műsorokat szerkesztette, vezette, készítette, valamint a Nahát, a Behálózva, a Nyelven innen, nyelven túl című rovatokat.
1985 óta publikál irodalmi, filmes és rockzenei témájú esszéket, glosszákat, recenziókat, kritikákat, tanulmányokat, verseket, fordításokat folyóiratokban, évkönyvekben, önálló kötetekben, antológiákban, hetilapokban, internetes portálokon (többek közt a Korunk, a Helikon, A Hét, a Filmtett, a Filmspirál, a Filmkultúra, a Látó, a Fiatal Fórum, a Zabhegyező hasábjain), három bűnügyi kisregényt is írt, ezek közül kettő jelent meg kötetben.
2007–2014 között részt vett a Szabó Csaba által vezetett Szórványtengely-mozgalom és a Fehér Holló Médiaklub munkájában, Erdély-szerte több tucat könyvbemutatón és szórványtengely-találkozón újságírók, írók, publicisták próza-, esszé- és tanulmányköteteit méltatta, recenzálta.[forrás?]
Verseit többek közt a Fiatal Fórum, a Helikon és a Korunk közölte.
2024-ben Csutak István, a Garabonciás együttes énekese, zeneszerzője megzenésítette Mihály István három versét. A single címe Apokrif apokalipszis, meghallgatható a fontosabb videó és zenei megosztókon.

## Művei

### Kötetei
- Tárlat. Esszék, tanulmányok; (társszerzőkkel) Kriterion Kiadó, Bukarest, 1991
- Ördögi terv. Két bűnügyi regény / Körkörös csapda / Ördögi terv; Alsand, Kolozsvár, 1995
- A képernyő jótékony homálya; esszék, tanulmányok, Világhírnév Kiadó, Kolozsvár, 2009
- Örömszakadtáig; kisesszék, glosszák, jegyzetek, Világhírnév Kiadó, Kolozsvár, 2010[3]
- Noi. Mi.; esszék (társszerzőkkel), Világhírnév Kiadó, Kolozsvár, 2010[4]

## Díjai, kitüntetései
- Magyar Újságírók Romániai Egyesületének rádiós nívódíja (2021)[5]